# Whitegate (County Cork)
Whitegate (irisch An Geata Bán (deutsch: Weißes Tor)) ist ein Fischerdorf mit 1248 Einwohnern (2022) im County Cork im Süden von Irland.

## Geographie
Whitegate liegt etwa 18 Kilometer südöstlich von Cork am östlichen Ufer des Cork Harbour. Die R630 von Midleton kommend endet hier. Weiter östlich liegt Fort Davis.

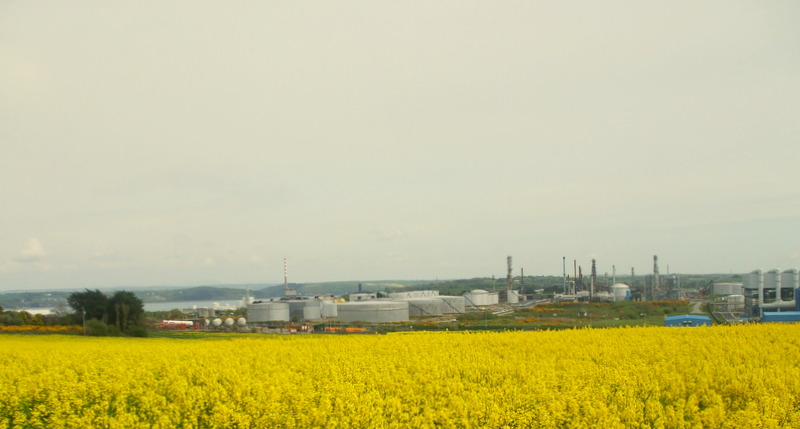
Ölraffinerie und Gaskraftwerk

## Geschichte
Die Familie FitzGerald besaß hier weite Teile des Landes. Um 1780 wurde hier Whitegate House errichtet.
Der Ort war lange ein kleiner Fischerhafen. Mit dem Bau des Gaskraftwerks und der Ölraffinerie siedelten sich hier zahlreiche Arbeiter an. 

## Sehenswürdigkeiten
- St. Michael and All Angels Church, 1881 nach Plänen des Architekten William Atkins errichtet.